# 지눅스
지눅스(Ginux)는 SK C&C에서 제작한 리눅스 배포판이다.

## 저작권
지눅스는 GPL로 배포되고 있다. 하지만 홈페이지의 다운로드 페이지에 가면 GPL 라이선스에 의해서 상업적인 목적으로 이용할 수가 없다고 나온다. 이는 GPL에 위배되는 사항이다.